# Заполье (Новосельская волость)
Заполье — деревня в юго-западной части Струго-Красненского района Псковской области. Входит в состав Новосельской волости.

## География
Расположена к северо-востоку от волостного центра, села Новоселье, близ железной дороги Псков — Струги Красные — Луга — Санкт-Петербург (у Лапино), в 15 км к юго-западу от посёлка Струги Красные.
уличная сеть
- Молодёжная
- Праздничная
- Школьная
- Лесная

## Население
| 2001 | 2002 | 2010 | 2011 |
| ---- | ---- | ---- | ---- |
| 185  | ↘167 | ↘115 | ↗155 |

Численность населения деревни составляет на 2010 год 185 жителей, на 2011 год — 155 жителей.

## История
С 1927 до 1932 и с 1935 до 1958 года деревня входила в состав Новосельского района, с 1932 до 1935 и с 1958 года — входит в состав  Стругокрасненского района. В составе последнего с января 1995 года деревня входит в  Новосельскую волость. 